# Диномаха
Диномаха (V век до н. э.) — древнегреческая аристократка из рода Алкмеонидов, гражданка Афин. Дочь Мегакла, сына Гиппократа, жена Клиния из рода Саламиниев, мать Алкивиада и ещё одного Клиния. Известно, что Диномаха овдовела в 447 году до н. э., когда её муж погиб в сражении со спартанцами при Коронее, и осталась с двумя маленькими сыновьями на руках. Опекунами семьи стали двоюродные братья Диномахи Перикл (он был женат на её родной сестре) и Арифрон.